# Superstition
«Superstition» (en español «Superstición») es un sencillo del cantante, compositor y productor estadounidense Stevie Wonder, lanzado el 24 de octubre de 1972. La letra describe supersticiones populares y sus efectos negativos.

## Grabación
Wonder fue informado de que Jeff Beck era un gran admirador de su música antes de las sesiones del álbum Talking Book. Aunque en ese momento tocaba prácticamente todos los instrumentos de sus canciones en solitario, Wonder prefería dejar que otros guitarristas tocaran en sus discos y le gustó la idea de colaborar con Beck. Rápidamente se llegó a un acuerdo para que Beck participara en las sesiones que se convirtieron en el álbum Talking Book, a cambio de que Wonder le escribiera una canción.
Entre las sesiones del álbum, a Beck se le ocurrió el ritmo de batería inicial. Wonder le dijo a Beck que siguiera tocando mientras él improvisaba la mayor parte de la canción, incluido el riff inicial. Beck y Wonder crearon una demo preliminar de la canción ese día. El riff funky de clavinet fue tocado en un Hohner Clavinet modelo C, y el bajo en un sintetizador Moog.
Después de terminar la canción, Wonder decidió que le permitiría a Beck grabar "Superstition" como parte de su acuerdo. Originalmente, el plan era que Beck lanzara primero su versión de la canción, con su recién formado power trío Beck, Bogert & Appice. Sin embargo, debido a la combinación del retraso del álbum debut del trío por un accidente de tráfico de Beck y la predicción del fundador de la Motown, Berry Gordy, de que "Superstition" sería un gran éxito y aumentaría enormemente las ventas de Talking Book, Wonder lanzó la canción como el sencillo principal del álbum meses antes de la versión de Beck, que fue publicada finalmente en marzo de 1973 en el álbum Beck, Bogert & Appice.

## Créditos
- Stevie Wonder: voz principal, Hohner Clavinet, batería, Moog bass
- Jeff Beck: batería[2]
- Trevor Lawrence: saxo tenor
- Steve Madaio: trompeta

## Canciones
Vinyl, 7", 45 RPM - USA (1972)
- A «Superstition»
- B «You've Got It Bad Girl»

Vinyl, 7" - Alemania, Francia, Italia, Países Bajos (1972)
- A «Superstition»
- B «You've Got It Bad Girl»

Vinyl, 7" - Reino Unido (1973)
- A «Superstition»
- B «You've Got It Bad Girl»

Vinyl, 7" - Francia
- A «Superstition»
- B «For Once In My Life»

Vinyl, 12" - Países Bajos
- A «Superstition»
- B «Boogie on Reggae Woman»

Vinyl, 12" - Reino Unido
- A «Superstition»
- B «To High»

Vinyl, 7", Single, 45 RPM, Reissue - Alemania (1979)
- A «Superstition»
- B «I Was Made To Love Her»

Vinyl, 12" (2001)
- «A Superstition» (House Mix)

Vinyl, 12" - Reino Unido (2002)
- A «Superstition» (Original Full Version)
- B «Living For The City» (Original Full Version)

## Posicionamiento
| Listas (1972-1973)                            | Posición |
| --------------------------------------------- | -------- |
| Bélgica Top Singles                           | 16       |
| Alemania Top Singles                          | 21       |
| Países Bajos Top Singles                      | 10       |
| Francia Top Singles                           | 112      |
| UK Singles Chart                              | 11       |
| U.S. Billboard R&B Singles                    | 1        |
| U.S. Billboard Hot 100                        | 1        |
| U.S. Billboard Adult Contemporary             | 38       |
| Listas (2013)                                 | Posición |
| U.S. Billboard R&B/Hip-Hop Digital Song Sales | 46       |
| Listas (2020)                                 | Posición |
| U.S. Billboard R&B Streaming Songs            | 14       |
| Listas (2024)                                 | Posición |
| U.S. Billboard R&B Digital Song Sales         | 7        |
| Lista Anual (1973)                            | Posición |
| Canadá Top 100 Singles                        | 75       |
| US Billboard Hot 100                          | 26       |

## Premios
- 1973: Grammy - Mejor vocal masculina de R&B - Ganó[15]
- 1973: Grammy - Mejor canción R&B - Ganó[15]

## Versión de Raven-Symoné
En el 2003, la cantante, actriz y compositora estadounidense Raven-Symoné grabó "Superstition" para la banda sonora de la película The Haunted Mansion.

### Posicionamiento
| Listas (2003)                 | Posición |
| ----------------------------- | -------- |
| Radio Disney                  | 6        |
| Listas (2011)                 | Posición |
| iTunes México Música Infantil | 79       |
| Listas (2012)                 | Posición |
| iTunes Canadá Música Infantil | 87       |

### Video
En el video musical se ve a Raven y a sus amigos buscando la dirección de una fiesta y por accidente entran a la casa embrujada, comienzan a bailar y pasan cosas raras. También pasan escenas de la película. Fue dirigido y producido por el padre de Raven, Christopher B. Pearman.